# Che Xiaoxi
Che Xiaoxi (chinesisch 車曉曦 / 车晓曦, Pinyin Chē Xiǎoxī; * 3. März 1993 in Daqing, Provinz Heilongjiang) ist eine chinesische Tischtennisspielerin. Sie ist mehrfache Universiade-Siegerin.

## Turnierergebnisse
| Verband | Veranstaltung    | Jahr | Ort        | Land | Einzel        | Doppel    | Mixed     | Team | U-21       |
| ------- | ---------------- | ---- | ---------- | ---- | ------------- | --------- | --------- | ---- | ---------- |
| CHN     | Challenge Series | 2019 | Markham    | CAN  | letzte 64     | Silber    |           |      |            |
| CHN     | World Tour       | 2019 | Sapporo    | JPN  | letzte 32     |           |           |      |            |
| CHN     | World Tour       | 2018 | Doha       | QAT  | letzte 32     |           |           |      |            |
| CHN     | World Tour       | 2018 | Shenzhen   | CHN  | letzte 32     |           |           |      |            |
| CHN     | World Tour       | 2018 | Geelong    | AUS  | Qual.         |           | letzte 16 |      |            |
| CHN     | World Tour       | 2018 | Kitakyūshū | JPN  | letzte 64     |           |           |      |            |
| CHN     | World Tour       | 2017 | Budapest   | HUN  | letzte 16     |           |           |      |            |
| CHN     | World Tour       | 2015 | Bremen     | GER  | Viertelfinale | letzte 16 |           |      |            |
| CHN     | World Tour       | 2013 | Yokohama   | JPN  | Viertelfinale | letzte 16 |           |      | Gold       |
| CHN     | Pro Tour         | 2009 | Seoul      | KOR  | Qual.         | letzte 16 |           |      | Halbfinale |
| CHN     | Universiade      | 2015 | Gwangju    | KOR  | Gold          |           |           | Gold |            |
| CHN     | Universiade      | 2013 | Kasan      | RUS  | Gold          |           |           | Gold |            |